# Ленков, Дмитрий Николаевич
Дмитрий Николаевич Ленков (р. 24 мая 1940, Ленинград) — российский политический деятель, советский биолог.
Депутат Ленсовета (1990—1993), в 1991—1993 годах возглавлял в нём Комитет по международным и внешнеэкономическим связям; один из организаторов (декабрь 1992) и председатель (1992—1996 и 2000—2002) Региональной партии центра, в 1995 году вошедшей в партию «Яблоко» в качестве Санкт-Петербургского регионального отделения. Автор свыше 150 научных публикаций по проблемам физиологии и биологии, доктор биологических наук (1981), профессор.

## Биография
Окончил естественный факультет Ленинградского государственного педагогического института им. А. И. Герцена (1962). В 1962—1964 годах работал учителем биологии, химии и основ сельского хозяйства в школах Ленинграда и области. Служил в армии.

### Научная деятельность
Окончил аспирантуру Института эволюционной физиологии и биохимии им. И. М. Сеченова АН СССР (1967, кандидатскую диссертацию защитил в 1970 году).
В 1971—1990 годах — в Институте физиологии имени А. А. Ухтомского ЛГУ: старший научный сотрудник, с 1985 года — ведущий научный сотрудник, руководитель группы нейробиологии развития. Член международных обществ по исследованиям мозга и нейробиологии развития при ЮНЕСКО.

### Политическая деятельность

#### Депутат Ленсовета
В 1990—1993 годах — депутат Ленсовета, был избран при поддержке блока «Демократические выборы-90».
Член постоянной комиссии по экологии и коммунальному хозяйству, в 1991 году — заместитель председателя комиссии. С декабря 1991 года по 1993 год — председатель комитета по международным и внешнеэкономическим связям.
В 1990—1991 годах был координатором блока «Демократическая Россия» в Ленсовете.

#### Партийная деятельность
В КПСС не состоял.
Один из организаторов (декабрь 1992 года) и председатель (в 1992—1996 годах и ноябре 2000 — марте 2002 года) Региональной партии центра (РПЦ), в 1995 году вошедшей в «Яблоко» в качестве Санкт-Петербургского регионального отделения. Предвыборные кампании за этот период:
- 1993 — на выборах в Государственную Думу РПЦ вошла в предвыборный блок «Явлинский — Болдырев — Лукин».
- 1994 — на выборах в Законодательное Собрание Санкт-Петербурга РПЦ совместно с ДПР образовала блок «Любимый город», который получил 8 мест в 50 округах; депутатами стали 2 члена РПЦ — Михаил Амосов и Игорь Артемьев (впоследствии в РПЦ вступила Наталья Евдокимова, избранная как независимый депутат).
- 1995 — на выборах в Государственную Думу в Санкт-Петербурге блок «Яблоко» получил 6 мест в 8 округах (ещё в одном округе был избран поддержаный «Яблоком» кандидат от СПС) и 2 места по партийным спискам; депутатами стали 6 членов РПЦ-ЯБЛОКО — Юрий Нестеров, Сергей Никифоров, Сергей Попов и Александр Мазур по округам, Борис Моисеев и Александр Шишлов по списку.
- 1996 — РПЦ-ЯБЛОКО на выборах губернатора Санкт-Петербурга выставило кандидатуру Игоря Артемьева, затем в рамках коалиционного соглашения снявшего свою кандидатуру в пользу Владимира Яковлева.

### Коммерческая деятельность
С 1994 года — сотрудник Центра поддержки предпринимательства, с 1996 года — директор программ Центра инвестиционных программ. С 1997 года — генеральный директор Санкт-Петербургской Гильдии мебельщиков. Руководитель конгресс-дирекции выставочной компании ЗАО «FARExpo».